# Gowap (série télévisée d'animation)
Gowap est une série télévisée d'animation franco belge de 52 épisodes de treize minutes, créée par Mythic et Midam d'après la bande dessinée « Le Gowap », et diffusée à partir du 16 avril 2003 sur TF1.

## Synopsis
Cette série met en scène les aventures du gowap, une petite créature de couleur mauve, proche des dinosaures, compagnon de jeu de la jeune Géraldine et de ses amis.

## Épisodes
1. Le Gowap à la noce
2. La Patrouille de l'espace
3. Le Gowap couve quelque chose
4. Opération Fido
5. Le Gowap fait sa pub
6. Le Gowap assure
7. Sécession
8. Le Gowap taille la route
9. C'est pas le pied !
10. Le Gowap se met au vert
11. Touche pas à mon cerisier
12. Que le spectacle continue
13. Interdit au Gowap
14. Adieu Gowap
15. Le Pacte des Gowaps
16. Vote pour moi
17. Un Gowap de bonne compagnie
18. Qui suis-je ?
19. Maître Gowap
20. À bicyclette
21. L'habit ne fait pas le moine
22. Gowap un jour, Gowap toujours
23. Bizut Gowap
24. Style Gowap
25. Père Noël par intérim
26. Gowap maniac
27. Animalias Gowapitas
28. Hypno-wap
29. La Saison des Gowaps
30. Bébé Gowap
31. La Fête des amis
32. Sécu Gowap
33. La Chasse au trésor
34. La nuit ne porte pas sommeil
35. Gowap gonflable
36. Chasse à la chasse
37. Une veine de Gowap
38. Le Vœu de Gowap
39. Comme des grands
40. Promesse de Gowap
41. Gowap entremetteur
42. L'As du volant
43. Qui vole un Gowap, gowap un bœuf
44. Un Gowap en or
45. Banquise les Gowap
46. On est les champions !
47. Fièvre de Gowap
48. Le Gowap animé
49. La Guerre des Gowaps
50. Opération fantôme
51. Robinson Gowapé
52. Si je mens...

## Voix françaises
- Fabienne Loriaux : Géraldine
- Aurélien Ringelheim : Gowap
- Guylaine Gilbert
- Frédéric Meaux
- Fanny Roy
- Nathalie Stas
- Peppino Capotondi